# Erasmus Ommanney
Erasmus Ommanney (22 mai 1814 – 21 décembre 1904), est un amiral britannique de la Royal Navy et un explorateur de l'Arctique.

## Biographie
Lieutenant de William Penny, il trouve en 1850 les premiers indices du passage de John Franklin sur l'île Beechey.